# Operatie Irak
Operatie Irak was de codenaam voor een geplande Duitse militaire aanval op Irak, Iran en Syrië.

## Geschiedenis
Na de snelle Duitse overwinning in het westen en het aanstaande offensief in het oosten, waren de Duitsers al bezig met plannen te maken om het Midden-Oosten, waar een grote hoeveelheid aardolie aanwezig was, te veroveren. De Duitsers wilden met luchtlandingstroepen enkele belangrijke plaatsen innemen. Later zou het landleger volgen. De operatie werd in mei 1941 geannuleerd. 